# Hermantown
Hermantown ist eine Stadt im St. Louis County  im US-Bundesstaat Minnesota. Das U.S. Census Bureau hat bei der Volkszählung 2020 eine Einwohnerzahl von 10.221 ermittelt.

## Geografie
Hermantown ist ein Vorort von Duluth und war in letzter Zeit die einzige Stadt im County, die ein Bevölkerungswachstum zu verzeichnen hatte, da ein Großteil der Wohn- und Geschäftserweiterungen in der Region dort stattfand. Hermantown liegt in der Nähe der Spitze des Lake Superior. Der Ort liegt am U.S. Highway 53.

## Geschichte
Die Siedlung wurde Ende des 19. Jahrhunderts von deutschen Einwanderern gegründet. 1975 erhielt der Ort das Stadtrecht.

## Demografie
Nach der Volkszählung von 2020 leben in Hermantown 10.221 Menschen. Die Bevölkerung teilte sich im Jahr 2019 auf in 92,4 % Weiße, 3,4 % Afroamerikaner, 0,7 % amerikanische Ureinwohner, 0,5 % Asiaten, 0,1 % Pazifische Insulaner und 1,9 % mit zwei oder mehr Ethnizitäten. Hispanics oder Latinos aller Ethnien machten 2,2 % der Bevölkerung aus. Das mittlere Haushaltseinkommen lag 2019 bei 73.865 US-Dollar und die Armutsquote bei 4,0 %.